# Fallada de l'arròs

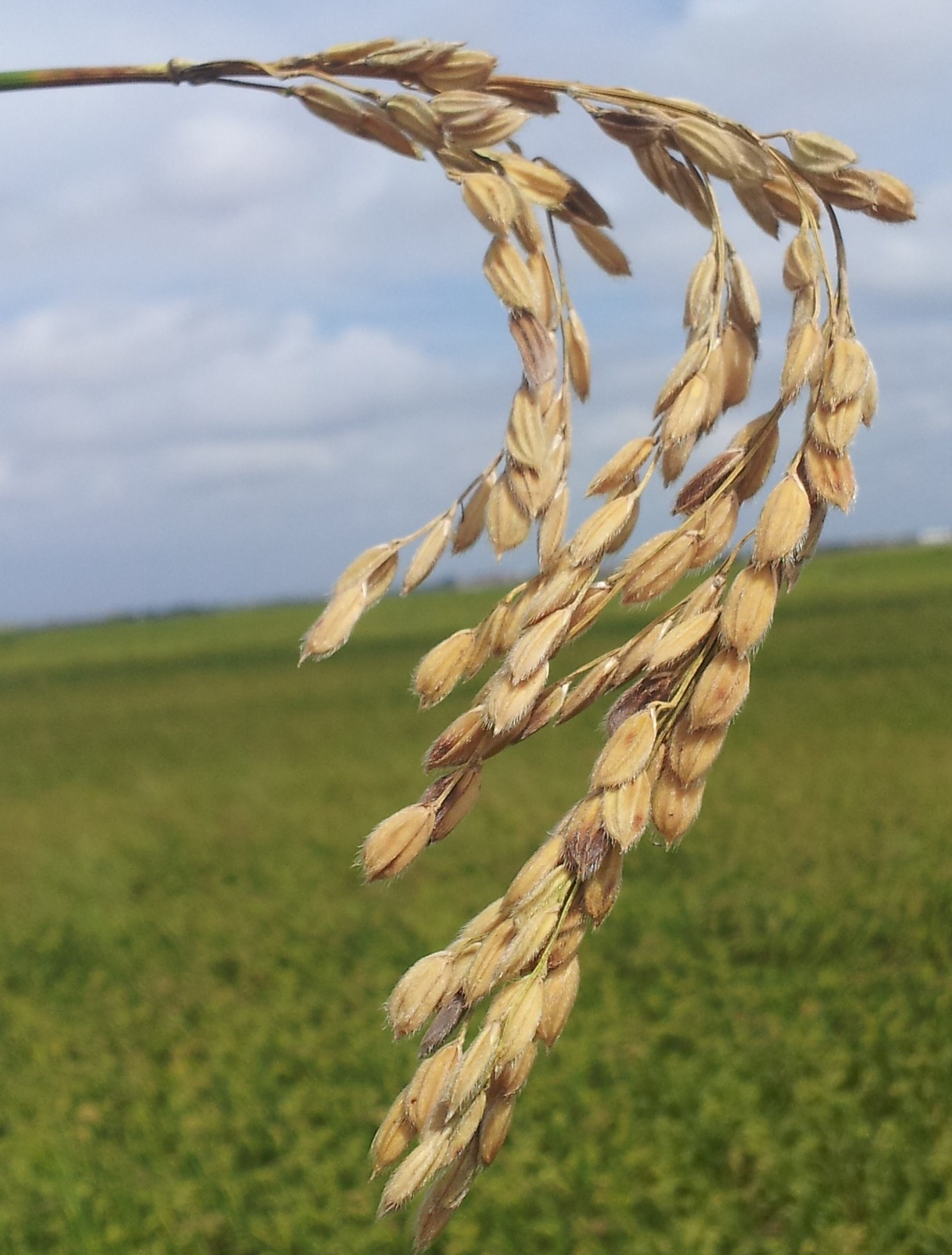
Arròs Jsendra afectat per la Magnaporthe grisea.

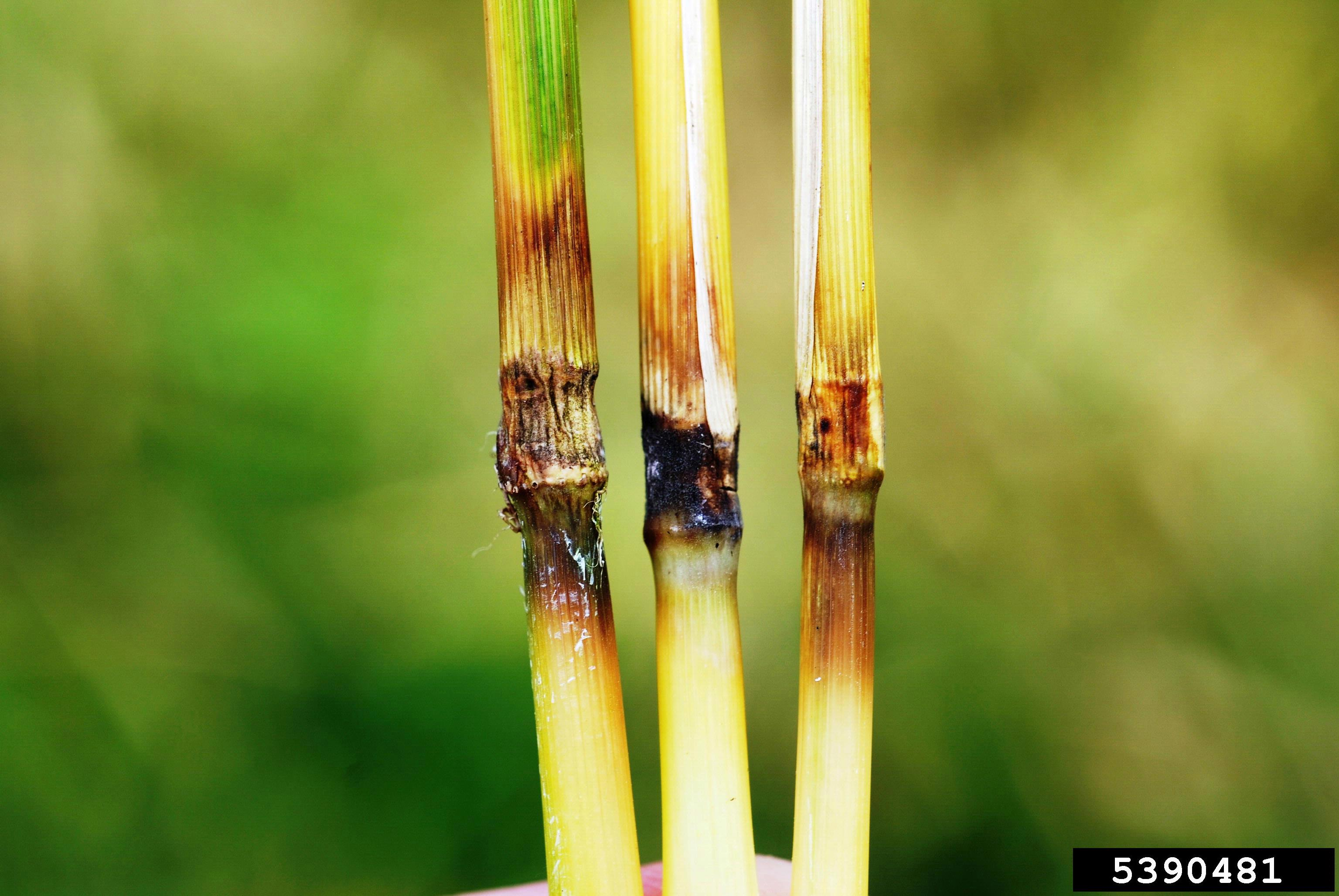
Lesions als nusos de la planta de l'arròs

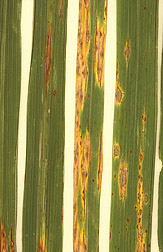
Lesions a les fulles de la planta de l'arròs

La fallada de l'arròs es una greu infecció fúngica causada pel fong Magnaporthe grisea un fitopatogen que causa malalties també en altres cereals.
En el cas de l'arròs les pèrdues causades per aquesta malaltia s'estima que són equivalents a l'arròs que es menjarien 60 milions de persones. Aquesta infecció apareix en 85 països del món. El 2005 se'n va seqüenciar el genoma complet.

## Cicle de la malaltia

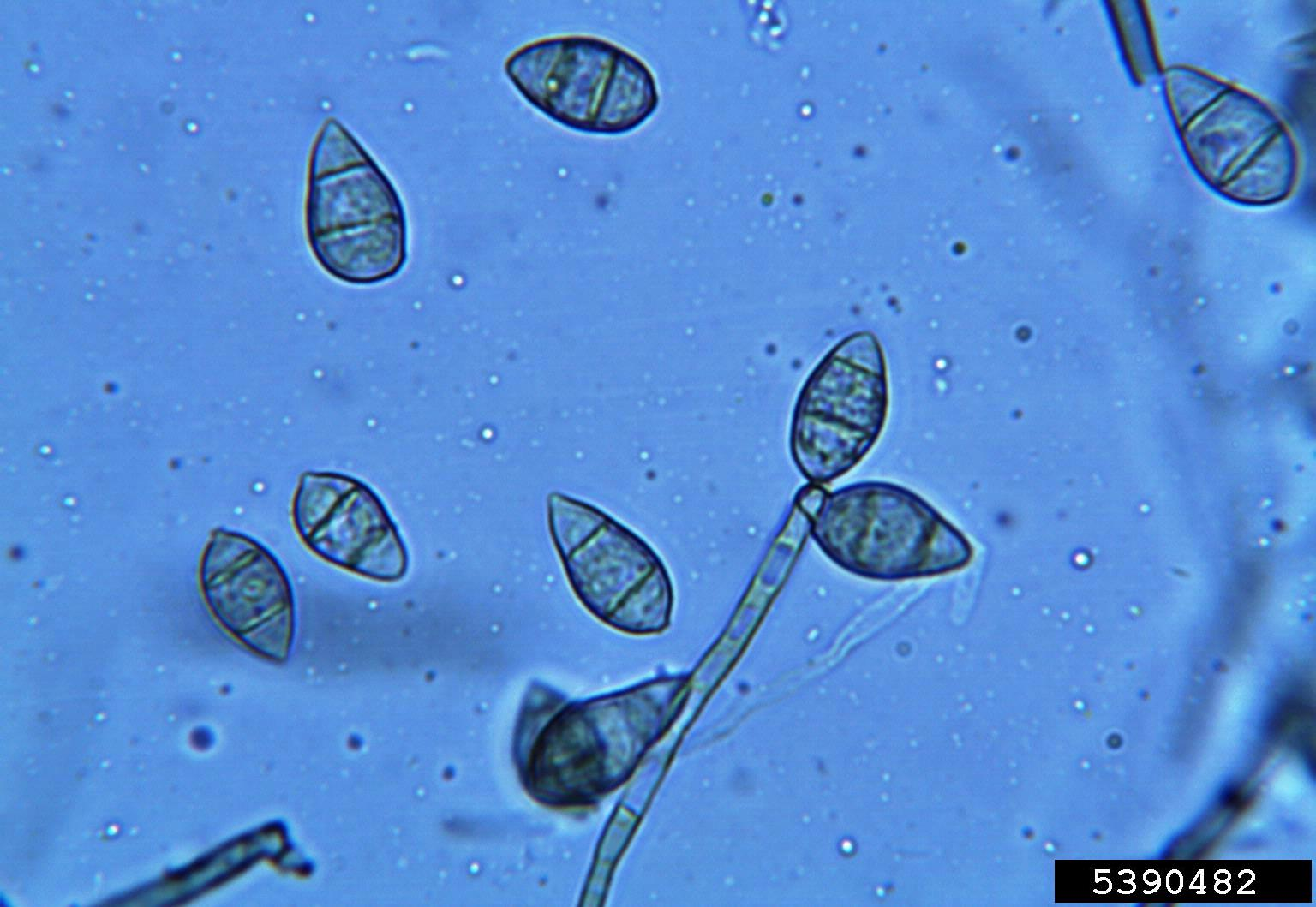
Espores de M. grisea

M. grisea es pot reproduir tant sexualment com asexual i forma estructures infeccioses conegudes com a apressoris que poden infectar els teixits aeris i hifes que poden infectar els de les arrels
Els símptomes inicials són lesions o taques de color blanc a gris verdoses amb les vores més fosques mentre que les lesions més velles són el·líptiques o fusiformes amb les vores necrosades. Els símptomes es poden veure en totes les parts per sobre del terra.
Amb els apressoris el patogen penetra a la planta, aleshores M. grisea esporula i dispersa conidiòspores. Després de passar l'hivern es repeteix el cicle. Un sol cicle es pot completar en només una setmana i una lesió pot generar milers d'espores en una sola nit. Es poden produir espores durant uns 20 dies i així els danys poden ser devastadors en les varietats susceptibles més d'arròs.
La planta malalta produeix menys llavors, ja que la malaltia evita la maduració de les granes. La infecció pot matar la planta, ja que talla el subministrament d'aigua i nutrients.

## Distribució
La fallada de l'arròs es va manifestar a la Xina el 1637 i després al Japó el 1704, passant a Itàlia el 1828. Ara es troba a 85 països. El 1996 aparegué a Califòrnia.

## Arma biològica
Els Estats Units i la Unió Soviètica van preparar espores de M. grisea contra els arrossars del Japó durant la Segona Guerra Mundial.

## Medi ambient
Aquesta malaltia pot ser un problema significatiu en les regions de clima temperat. Les condicions que condueixen a aquesta malura inclouen llargs períodes d'humitat, ja que les fulles requereixen estar molles, i alta humitat relativa, per a poder ser infectades. L'esporulació augmenta amb l'alta humitat relativa i una temperatura de 25-28 ºC, són nivells òptims per la germinació de les espores, formació de lesions i l'esporulació.
En termes de control, l'ús excessiu de fertilització nitrogenada i l'estrès per la secada incrementen la susceptibilitat de l'arròs al patogen, ja que les plantes estan debilitades i les seves defenses baixen. Períodes extensos de drenatge també afavoreixen la infecció donat que airegen el sòl i converteixen l'amoni a nitrat i també causen estrès a l'arròs.

## Gestió
Aquest fong presenta resistències als tractaments químics i a la resistència per genètica, ja que presenta mutacions. Una mesura és eliminar els residus de la collita on passa l'hivern el fong, Una altra és plantar varietats resistents. Els controls químics amb la substància carpropamida eviten la penetració dels apressoris dins les cèl·lules epidèrmiques de l'arròs i fan que els grans no s'infectin.

## Importància
Una enquesta, feta el 2012, a 495 científics de tot el món considera que Magnaporthe grisea és l'espècie patògena de fong més important del món. En l'arròs aquesta és la malaltia més important i mai ha estat erradicada de cap regió del món.